# Бродське
Бродське (словац. Brodské, угор. Gázlós) — село, громада в окрузі Скаліца, Трнавський край, Словаччина. Кадастрова площа громади — 19,893 км². Населення — 2294 особи (за оцінкою на 31 грудня 2017 р.).
Знаходиться за ~25 км на південний захід від адмінцентра округу міста Скаліца.
Перша згадка 1163 року.

## Географія
Село розташоване на Загооській низині, є крайньою західною точкою округу Скаліца.
Водойма — Морава. Протікають канал Ґбели-Бродське; Бродський канал і Бродське-Кути.

## Транспорт
Автошляхи:
- D2
- I/2
- III/425
- 1129

Залізнична станція Brodské.

## Населення
| Рік:            | 1994. | 2004.   | 2014.   | 2024.   |
| --------------- | ----- | ------- | ------- | ------- |
| Кількість осіб: | 2400  | 2374    | 2322    | 2248    |
| Різниця:        |       | -1,08 % | -2,19 % | -3,18 % |

| Рік:            | 2023. | 2024.   |
| --------------- | ----- | ------- |
| Кількість осіб: | 2257  | 2248    |
| Різниця:        |       | -0,39 % |

## Галерея

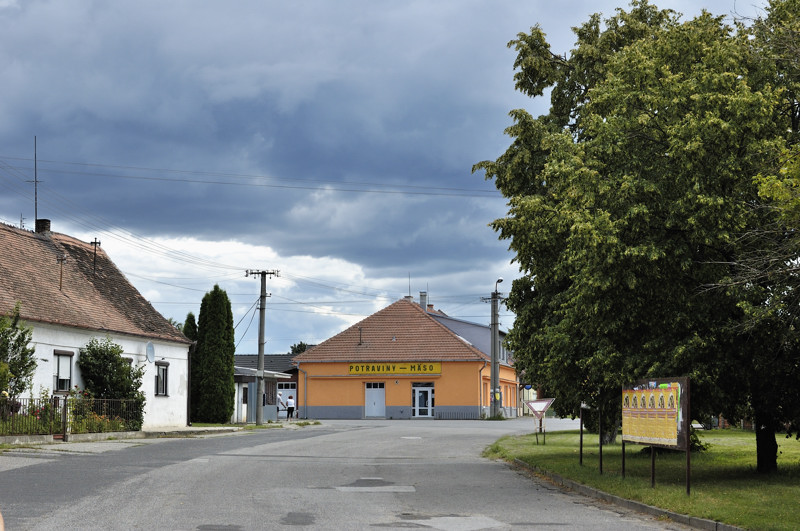
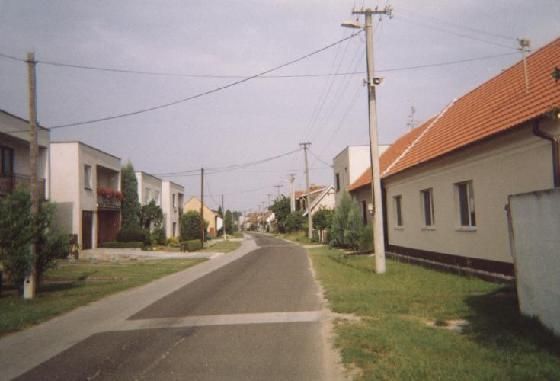
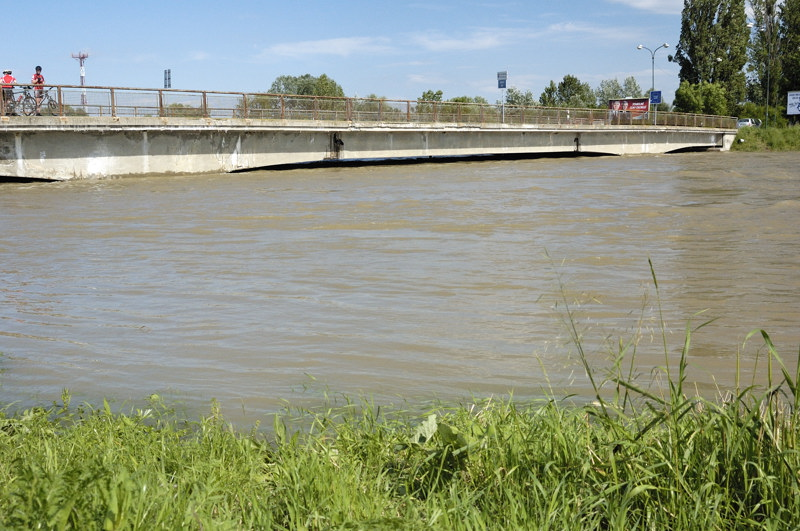
Повінь на Мораві
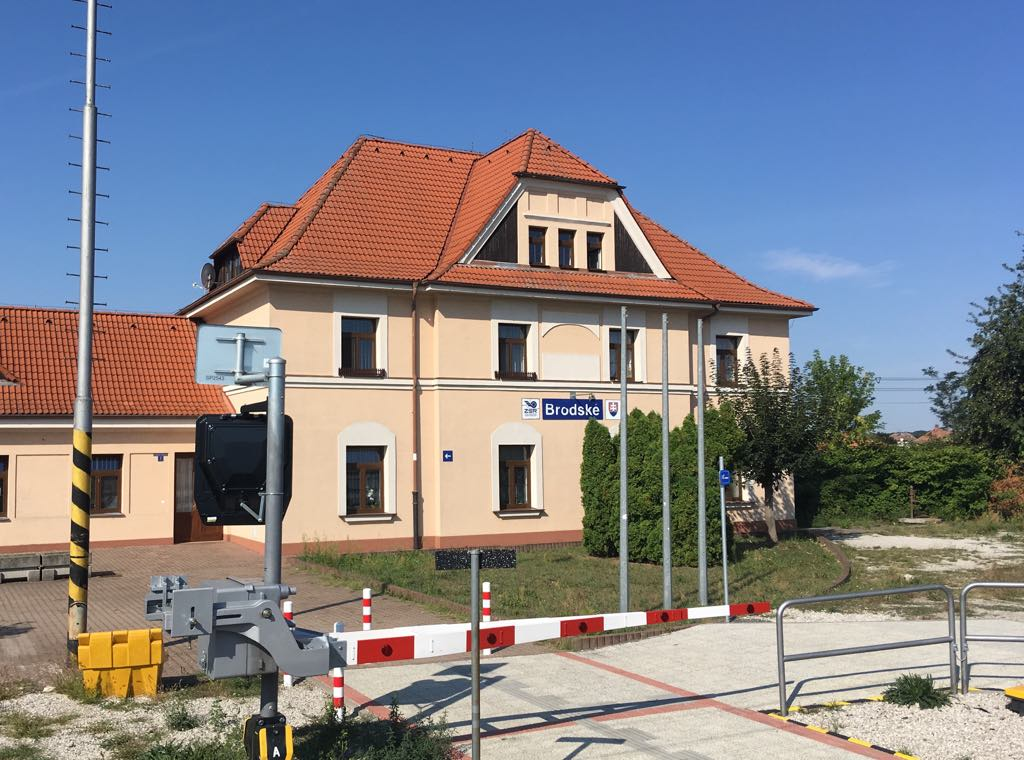
Залізнична станція Бродське